# Hygrophorus erubescens
Hygrophorus  erubescens (Elias Magnus Fries, 1821  ex Elias Magnus Fries, 1838) din încrengătura Basidiomycota, în familia Hygrophoraceae și de genul Hygrophorus este o specie rară (dar acolo unde apare crește în cantități mari) de ciuperci comestibile care coabitează, fiind un simbiont micoriza (formează micorize pe rădăcinile arborilor). O denumire populară nu este cunoscută. Buretele se dezvoltă în România, Basarabia și Bucovina de Nord preferat pe sol umed și calcaros prin păduri de conifere și în cele mixte preponderent sub pini, crescând mereu în grupuri, în tufe mici și cercuri de vrăjitoare. Apare de la câmpie la munte din august până în octombrie (noiembrie).

## Taxonomie

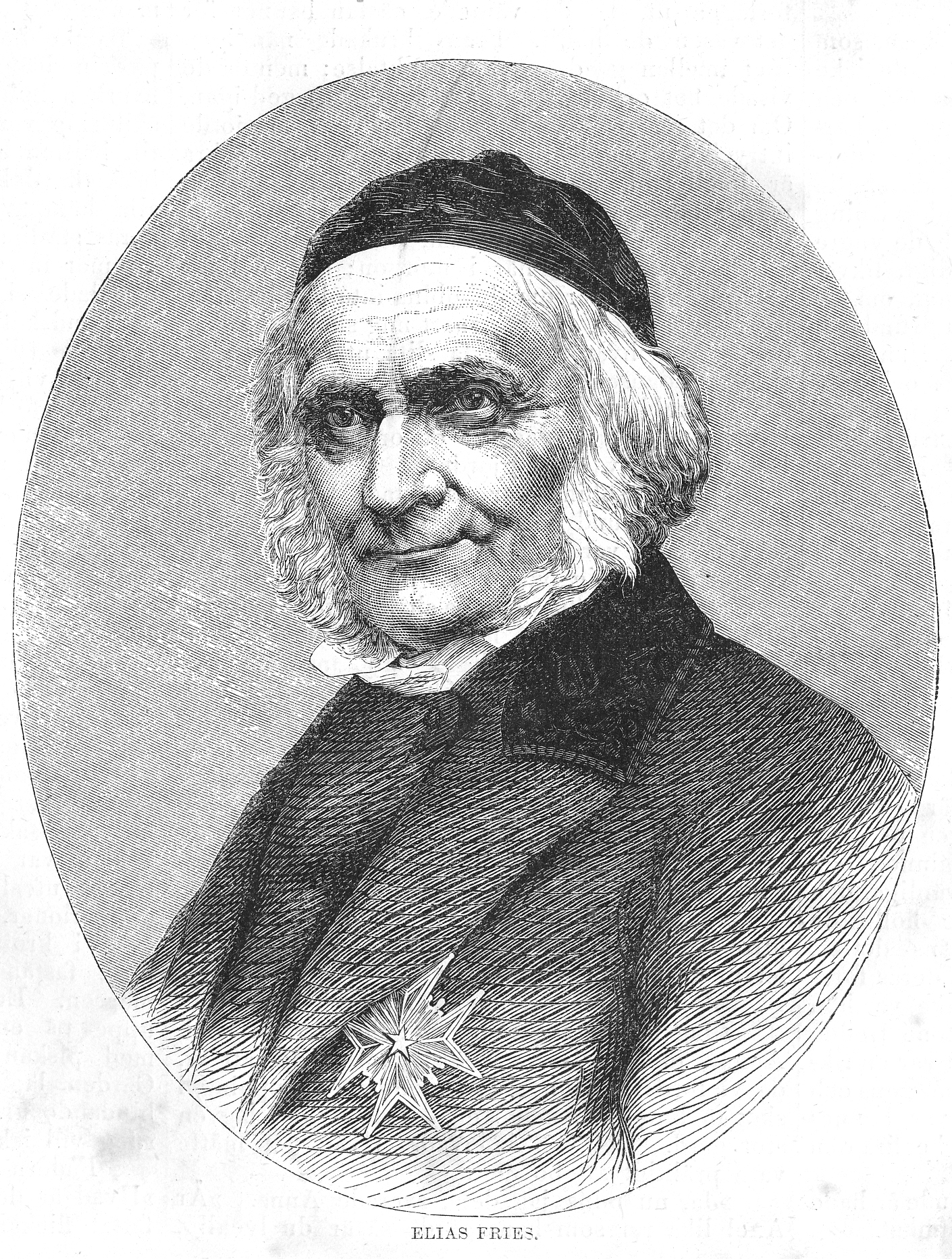
Elias M. Fries

Numele binomial a fost determinat drept Agaricus erubescens de renumitul savant suedez Elias Magnus Fries în volumul 1 al trilogiei sale Systema Mycologicum din anul 1821 și transferat de el însuși la genul Hygrophorus sub păstrarea epitetului în lucrarea sa Epicrisis systematis mycologici, seu synopsis hymenomycetum din 1838,
Sinonim obligatoriu este Limacium erubescens al micologului german Friedrich Otto Wünsche din 1877, bazând pe descrierea lui Fries. 
Toate celelalte încercări de redenumire precum variațiile descrise sunt acceptate sinonim. 
Epitetul specific este derivat din cuvântul latin (latină erubescens=înroșind), referindu-se la nuanțele în culoare ale cuticulei, lamelelor și tulpinii.

## Descriere

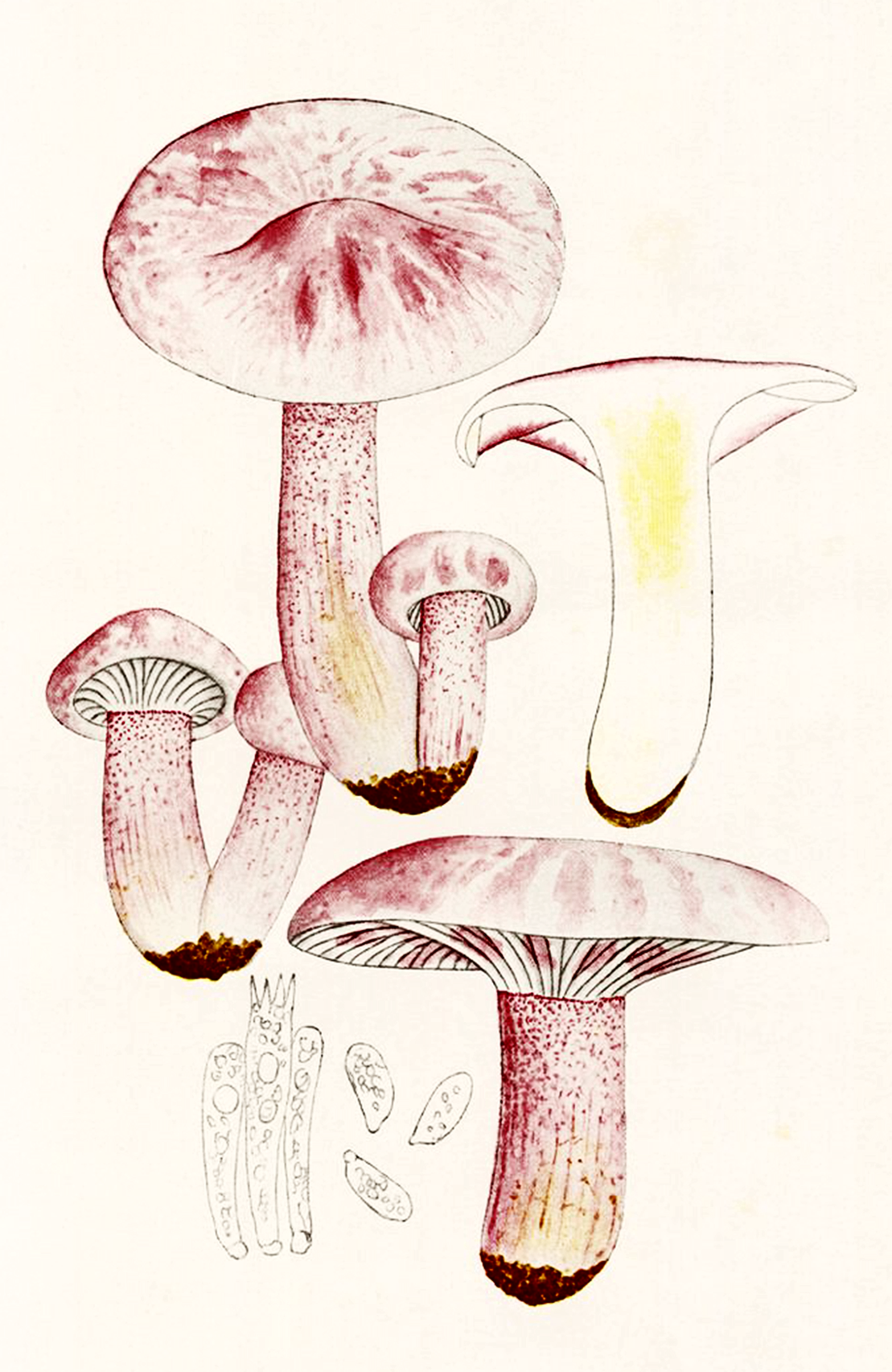
Bres.: Hygrophorus erubescens

- Pălăria: destul de cărnoasă, nehigrofană, cu un diametru de 4-8 (9) cm este la început emisferică până convexă cu marginea răsucită spre interior, apoi plan-convexă, în sfârșit aplatizată până la ușor deprimată, cu sau fără o cocoașă mică lată și obtuză, marginea devenind atunci ocazional neregulată. Cuticula, spre margine netedă, dar spre centru presărată cu scuame mici, este mătăsoasă la ariditate, devenind unsuroasă până vâscoasă la umezeală. Coloritul este inițial albicios, apoi roz, solzișorii și centrul fiind mai închiși, de la roz purpuriu până la roșu închis. Se decolorează gălbui după o leziune.
- Lamelele: subțiri, moderat aglomerate cu lameluțe intercalate de lungime diferită sunt arcuite și adnate sau scurt decurente la picior. Coloritul este mai întâi alb până foarte pal gălbui, apoi roz pal cu sau fără pete roșii ori violete. Muchiile sunt netede.
- Piciorul: solid, ceva fibros, în general uscat, cilindric, spre bază adesea ceva îngustat, este mai întâi plin, apoi gol pe dinăuntru. Suprafața mată, albă până la roz pal, prezintă mai târziu fibrile respectiv o granulație longitudinală de un violet pal sau roșiatic, la vârf cu negi mici, uscați, albi, mai târziu violeți. Nu poartă un inel.
- Carnea: în pălărie mai moale, în picior mai fermă, albă până la galben pal (mai ales în picior), nu se decolorează imediat după tăiere, dar după un anumit timp îngălbenește. Mirosul inițial imperceptibil devine cu timpul slab aromatic, de ciuperci, gustul fiind ori blând ori amar (atunci ciuperca este necomestibilă). Variația Hygrophorus erubescens var.  persicolor cu nuanțe gălbuie pe exterior are mereu un gust plăcut.[3][4]
- Caracteristici microscopice: are spori netezi, hialini (translucizi), elipsoidali până la alungit elipsoidali, măsurând (6,5) 7-9,5 (11) x 4,5-6 (6,5) microni. Pulberea lor este albă. Basidiile clavate cu 4 sterigme fiecare au o dimensiune de 50-60 x 6-8 microni. Pileipellis este un ixo-trichoderm complicat de hife de până la 180 (250) µm grosime cu elemente terminale late de 2-4,5 µm. Stipitipellis (coaja piciorului) este o cutis de hife întrețesute, late de 3-3,5 µm lățime, formată din hife ascendente și întinse, cu elemente cilindrice, late 2-4 µm și verucii la vârful fasciculelor piciorului au hife cu o lățime de 3,5-5,5 µm. La vârful tijei se află o cutis uscată cu smocuri de hife erecte de până la 75 µm lungime, elementele terminale fiind cilindrice până clavate cu o mărime de 19-35 x 15-17,5 microni. Elementele terminale sunt îngust clavate cu o dimensiune de 20-80 x 4,5-7,5 microni. Cistidele (elemente sterile situate în stratul himenal sau printre celulele din pielița pălăriei și a piciorului, probabil cu rol de excreție) lipsesc.[9][10]
- Reacții chimice: carnea se decolorează cu hidroxid de potasiu gălbui, iar cuticula slab galben-verzui și carnea cu sulfat de fier încet gri.[11]

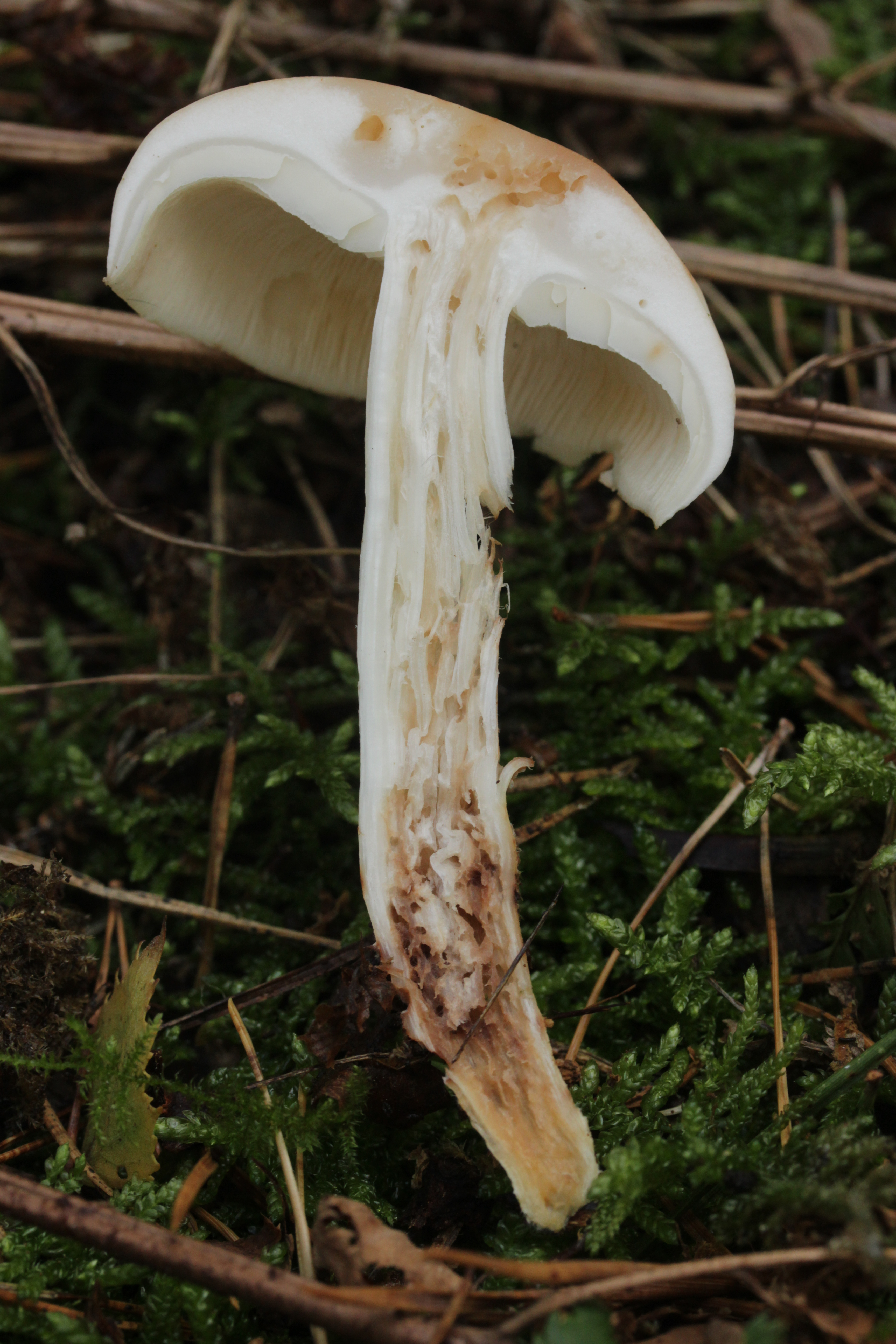
H. erubescens, secțiune longitudinală
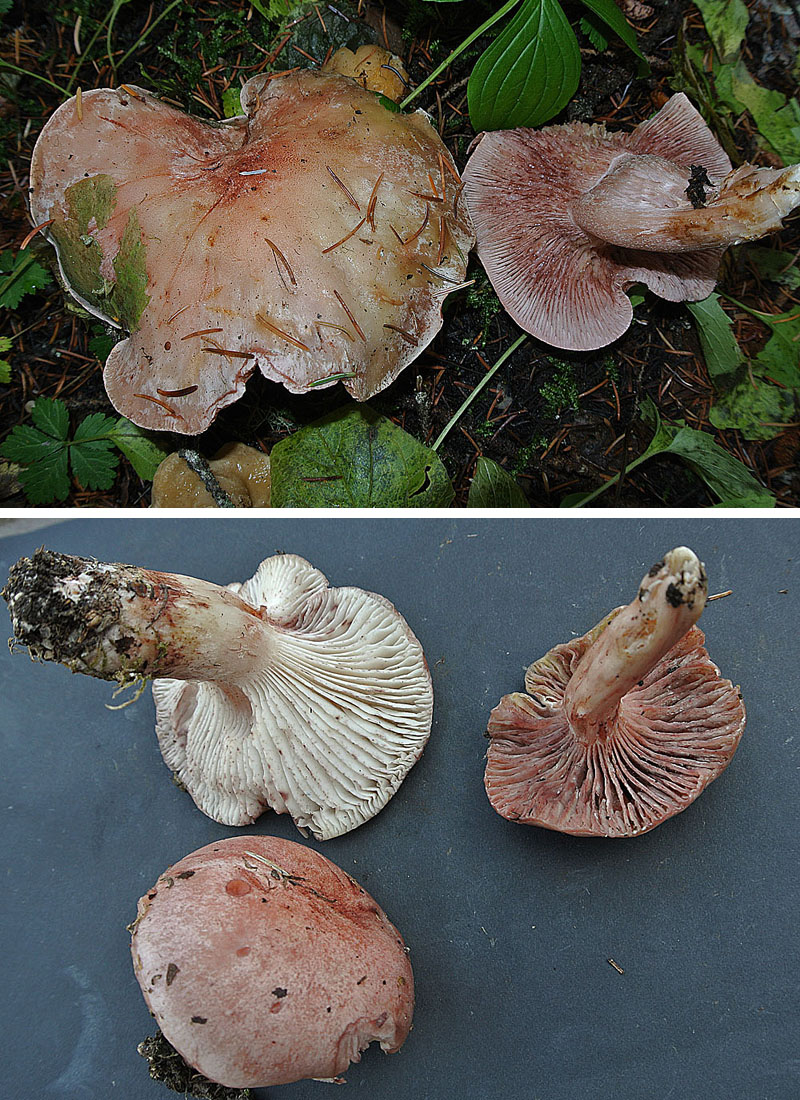
H. erubescens matur și bătrân: pălărie, lamele și picior

## Confuzii
Specia poate fi confundată de exemplu cu: Hygrophorus arbustivus (comestibil), Hygrophorus capreolarius (comestibil, miros imperceptibil, gust blând, carne vinaceu-maronie) + imagini, Hygrophorus discoideus (comestibil), Hygrophorus latitabundus (comestibil), Hygrophorus meridionalis (comestibil), Hygrophorus olivaceoalbus (comestibil), Hygrophorus poetarum (comestibil, se dezvoltă tot sub fagi, dar cu miros fructuos și roz sub cuticulă, destul de rar), Hygrophorus persoonii (comestibil), Hygrophorus pustulatus (comestibil, fără miros și gust specific) Hygrophorus russula (comestibil). dar, de asemenea, cu Entoloma rhodopolium sin. Entoloma nidorosum (otrăvitor) sau Rhodocollybia maculata sin. Collybia maculata (necomestibil, amar).

## Specii asemănătoare în imagini

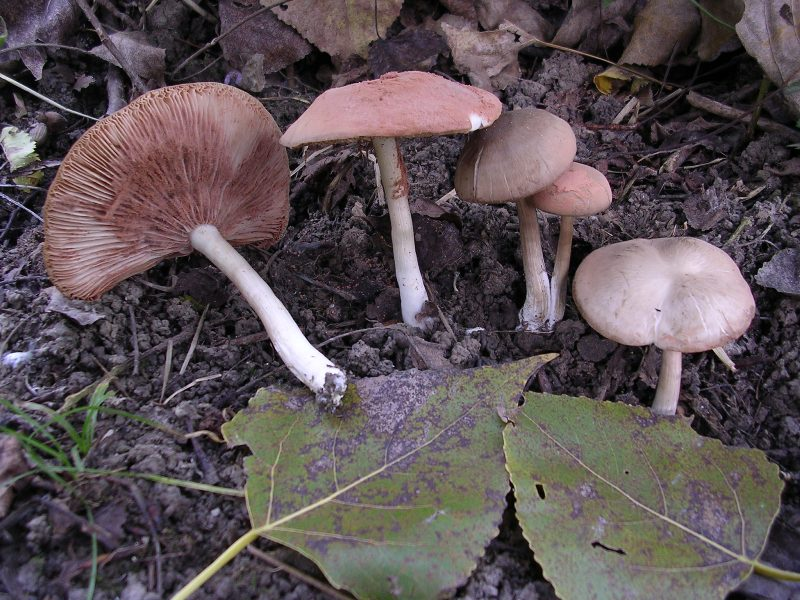
!!Entoloma rhodopolium sin. nidorosum!!
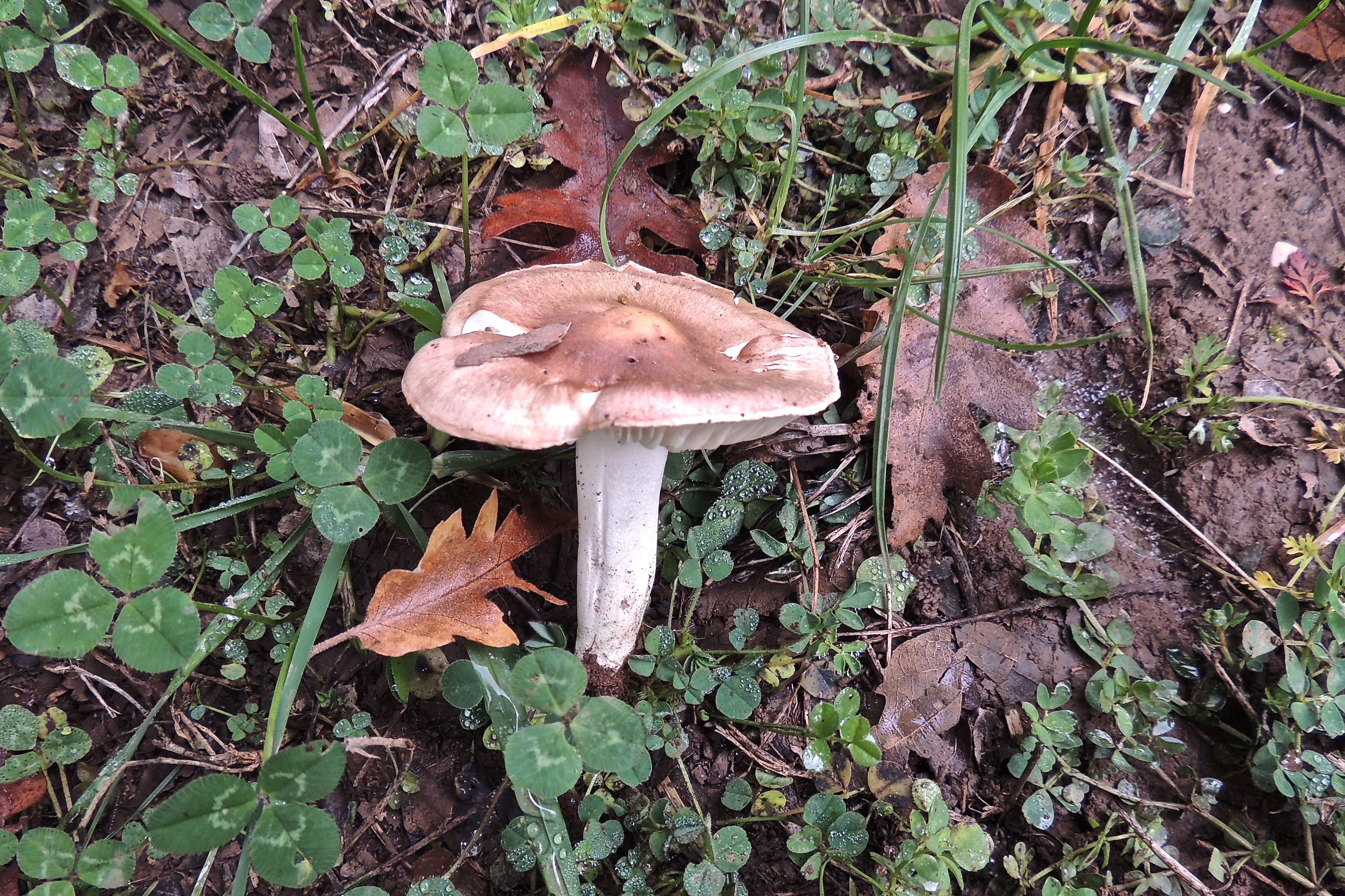
Hygrophorus arbustivus
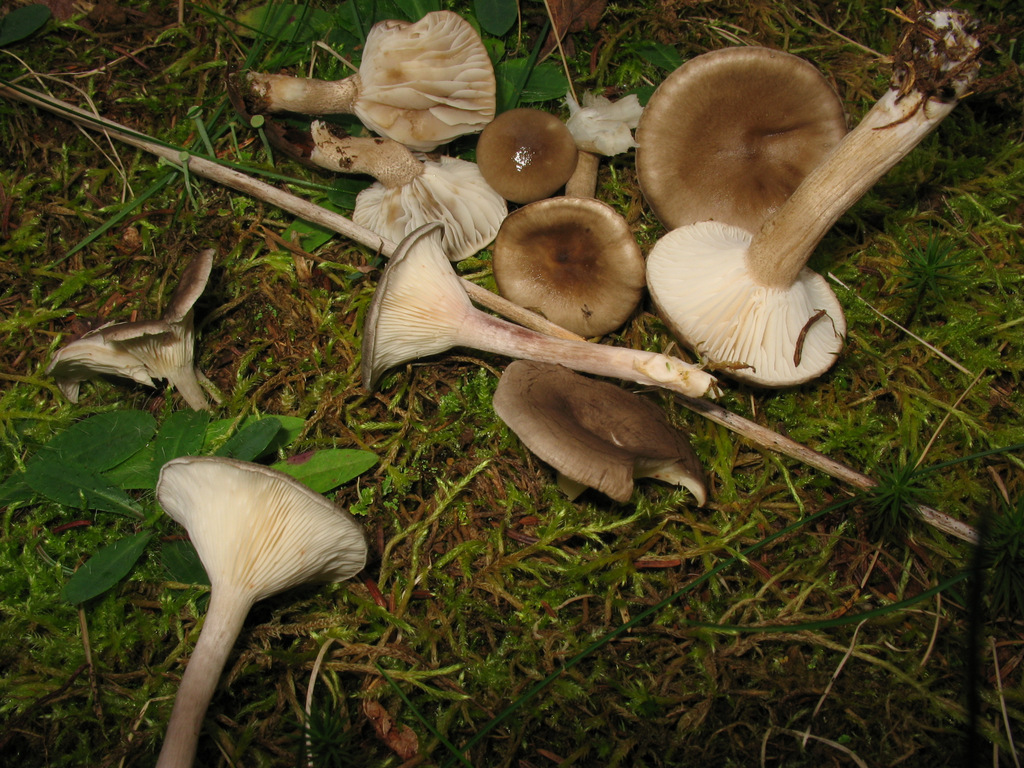
Hygrophorus discoideus
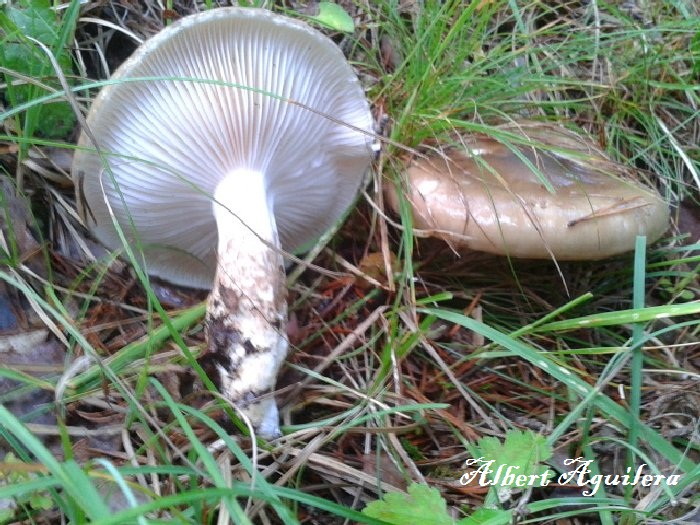
Hygophorus latitabundus
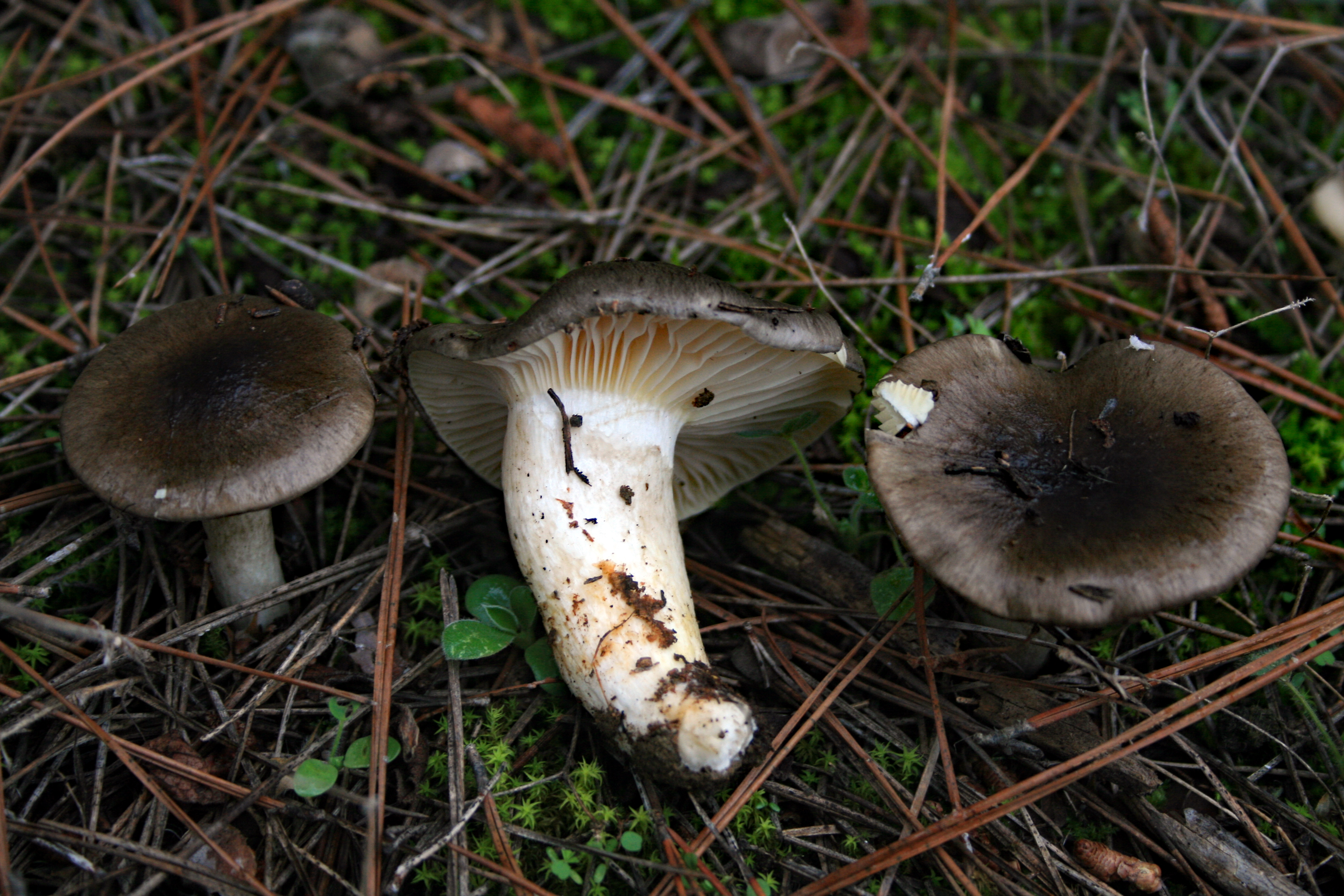
Hygrophorus meridionalis
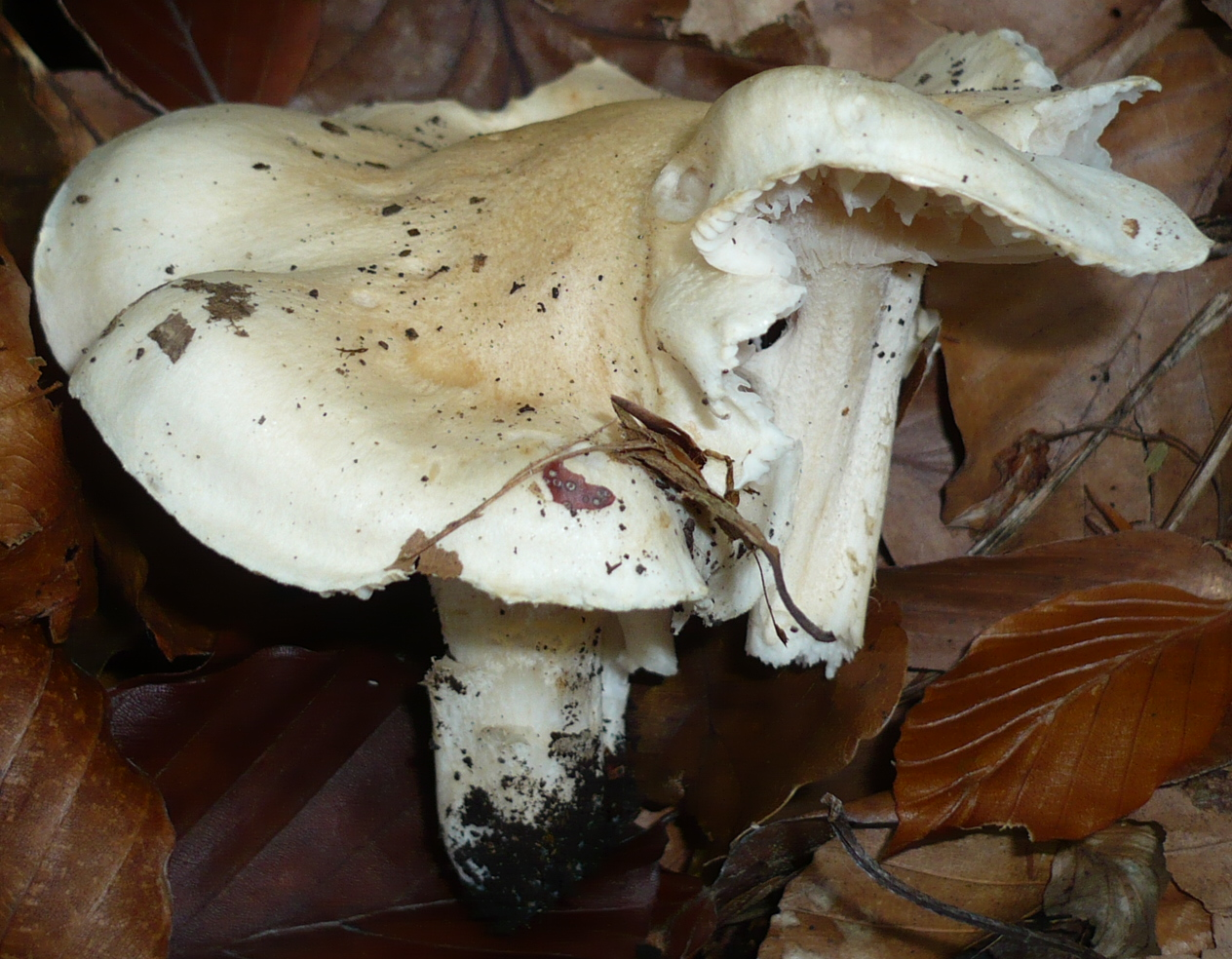
Hygrophorus poetarum

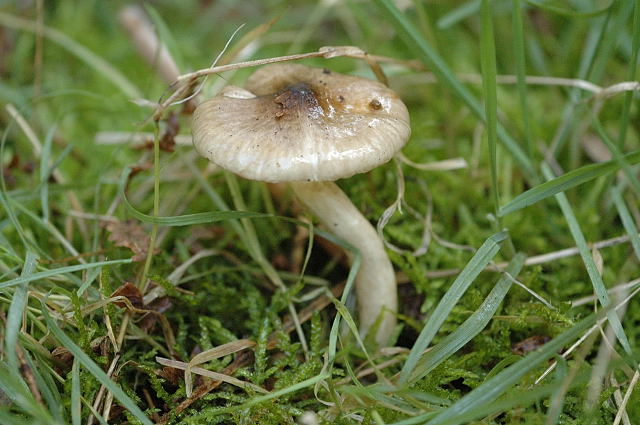
Hygrophorus olivaceoalbus
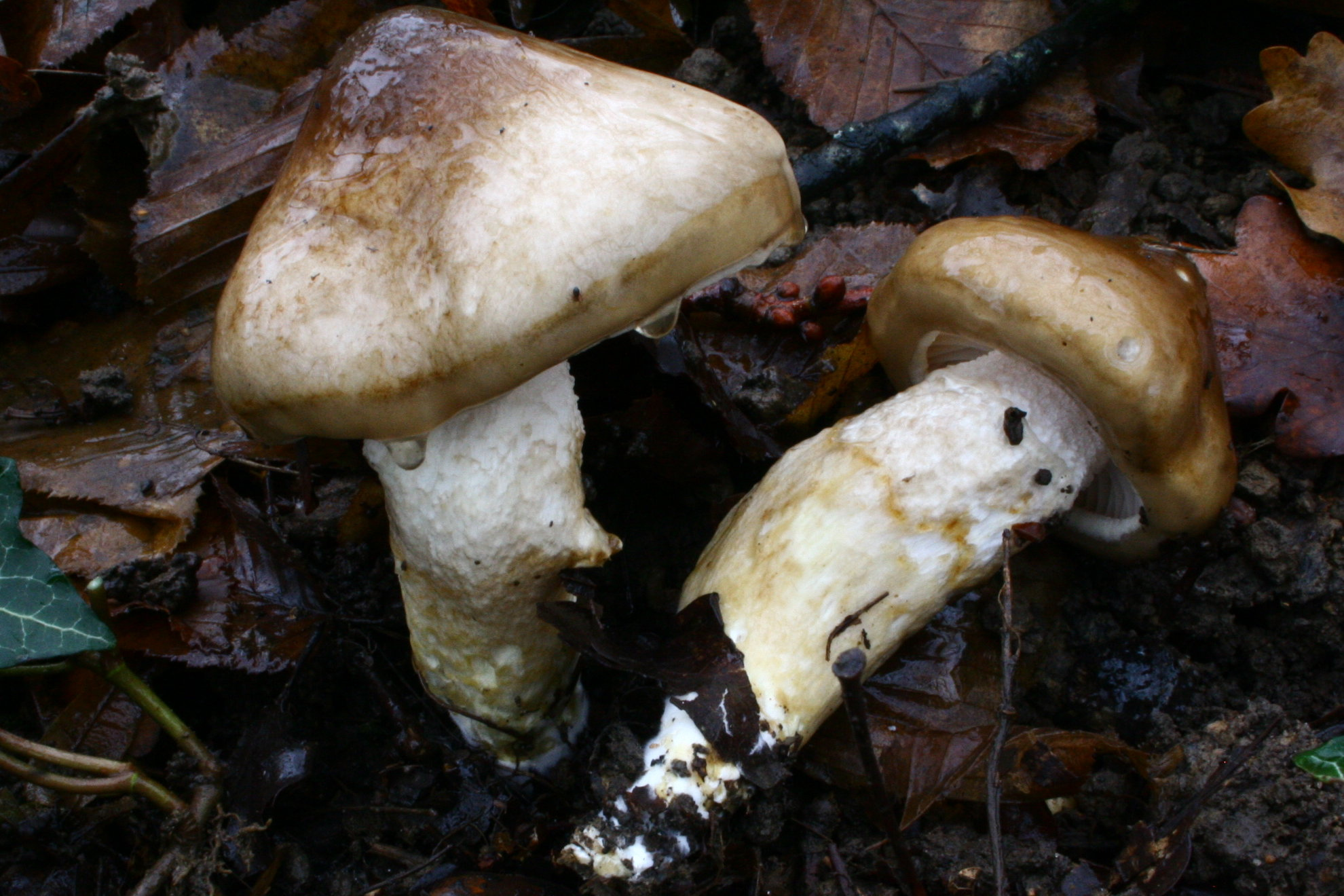
Hygrophorus persoonii
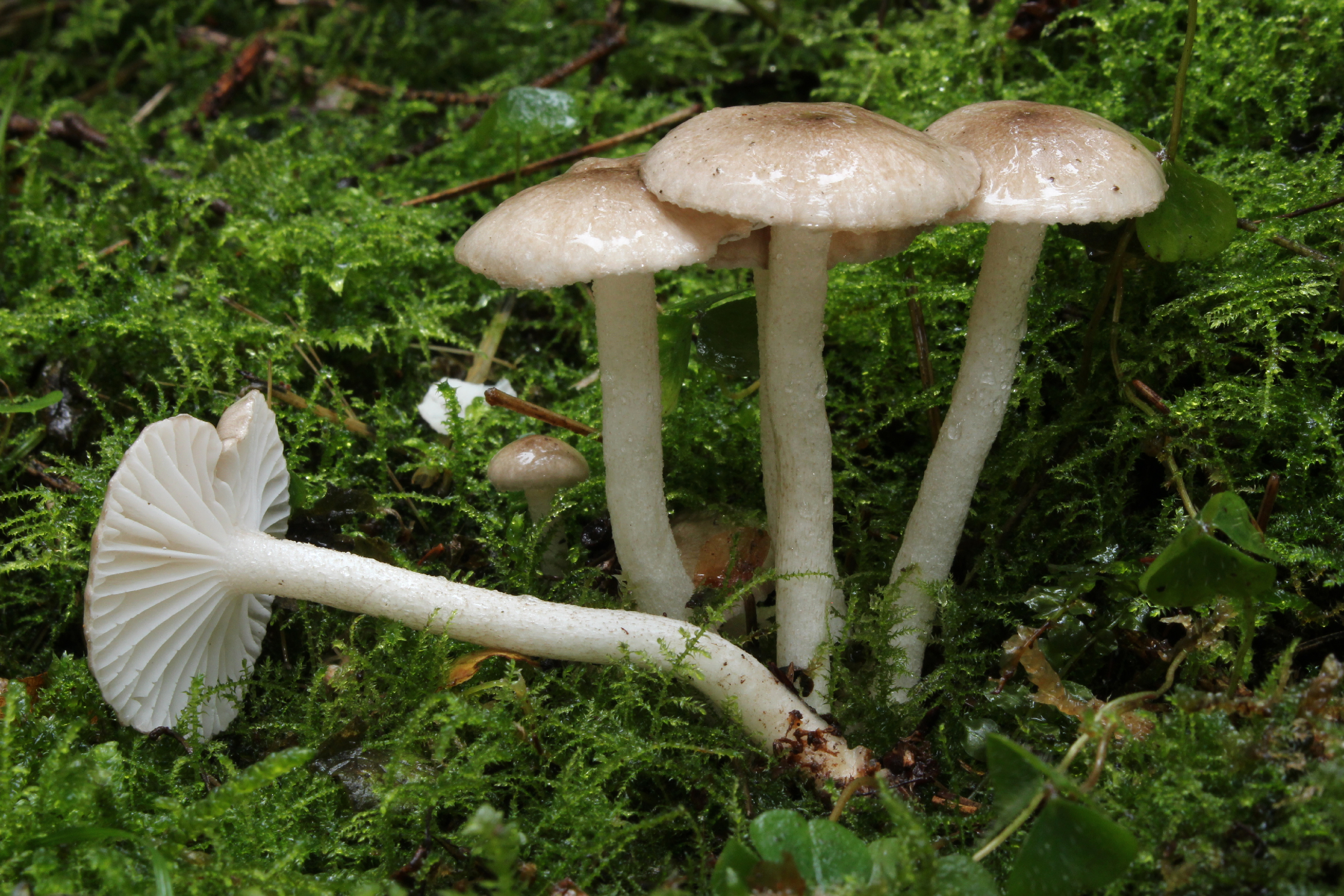
Hygrophorus pustulatus
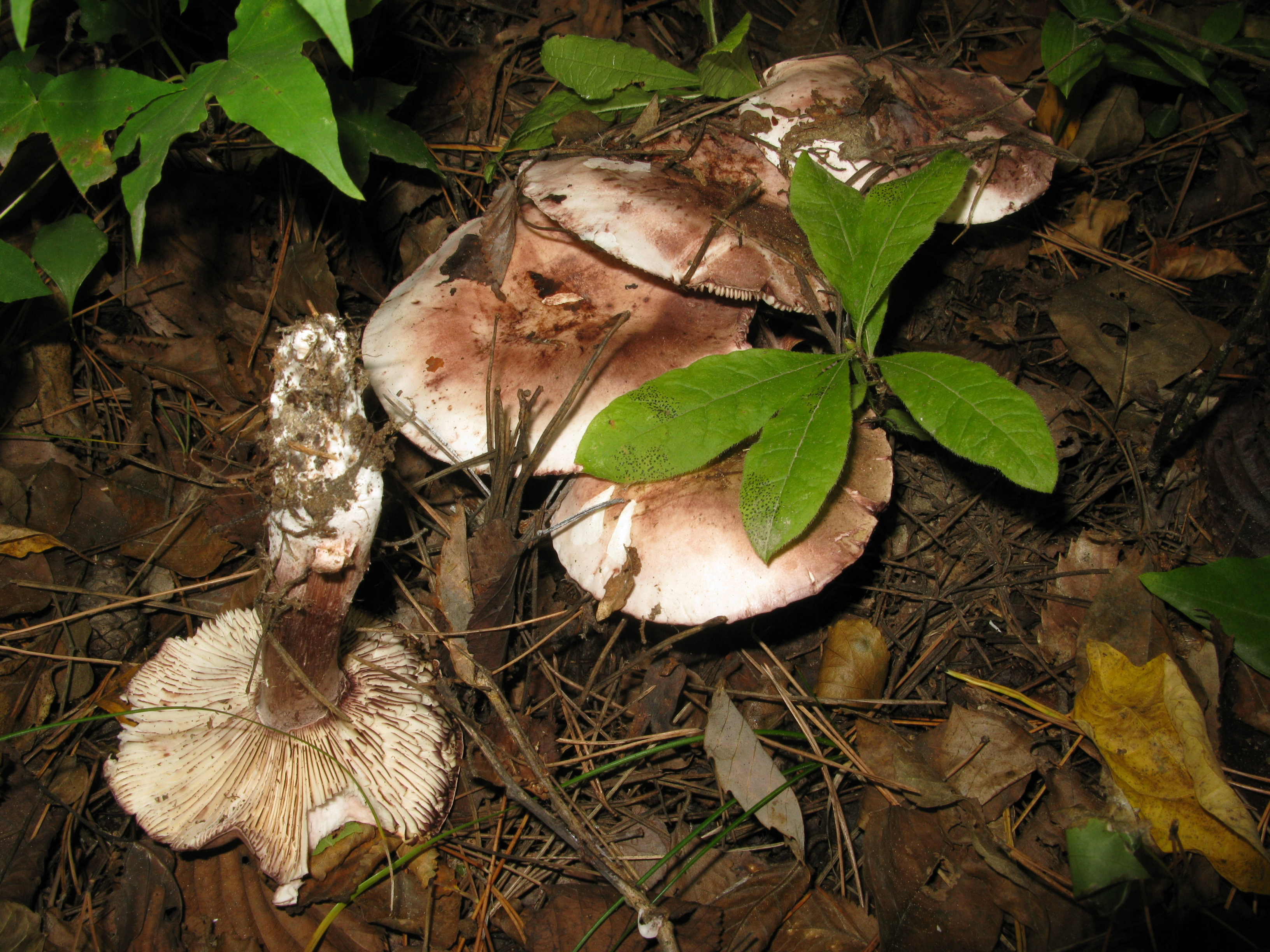
Hygrophorus russula
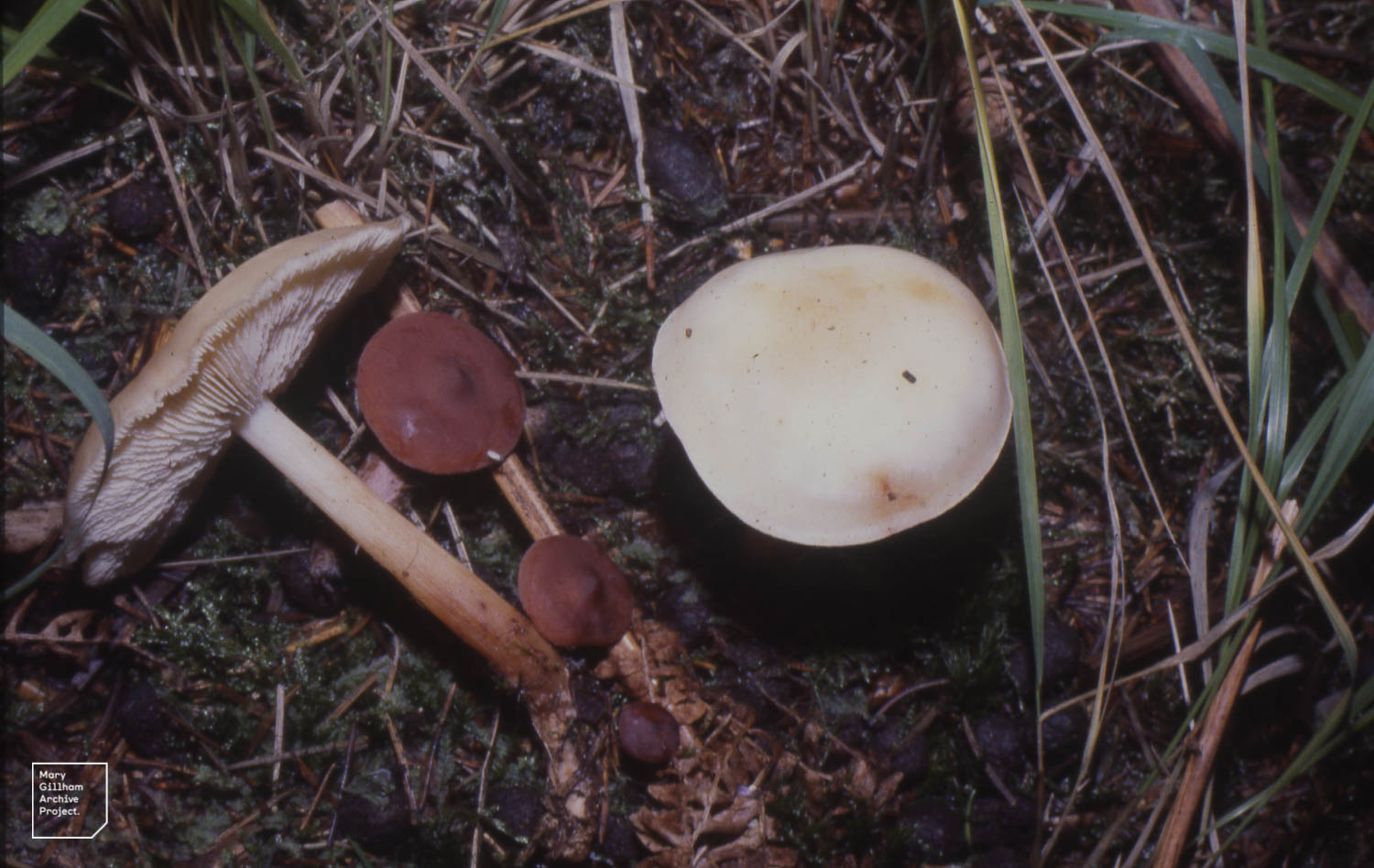
!Rhodocollybia maculata sin. Collybia maculata!

## Valorificare
Hygrophorus erubescens este o specie destul de gustoasă, dar dezvoltă exemplare cu gust blând și destul de amar. Astfel, mai întâi trebuie constatată comestibilitate (probă). 